# 布拉尼米尔·武耶维奇
布拉尼米尔·武耶维奇（1974年11月29日—），克罗地亚男子赛艇运动员。他曾代表克罗地亚参加2000年夏季奥林匹克运动会赛艇比赛，获得男子八人单桨有舵手铜牌。